# 장피에르 고랭
장피에르 고랭(프랑스어: Jean-Pierre Gorin, 1943년 - )은 프랑스의 영화가이자 교수이다. 장뤼크 고다르의 이른바 '급진적 시기'에 그와 함께 일한 것으로 유명하다.

## 삶
루이 알튀세르, 미셸 푸코, 자크 라캉의 제자이다. 1970년대에 프랑스를 떠나 캘리포니아 대학교에서 교수직을 맡았다. 현재까지도 영화사와 비평을 가르치고 있다.